# Tir amb arc als Jocs Olímpics d'Estiu de 2024 - Prova per equips mixt
La prova per equips mixt de Tir amb arc als Jocs Olímpics de París 2024 serà la 2a edició de l'esdeveniment en unes Olimpíades. Va ser introduïda per primera vegada als Jocs Olímpics de Tòquio 2020. La prova es disputarà entre el 25 de juliol i el 2 d'agost de 2024 a l'esplanada del Palau Nacional dels Invàlids de París.
L'equip de Corea del Sud és l'actual i únic campió de la disciplina olímpica després de guanyar el 1r or en els Jocs Olímpics de Tòquio 2020, per davant de les seleccions dels Països Baixos i Mèxic, que van guanyar la medalla de plata i de bronze respectivament.

## Format
Cada equip consta de dos components (un arquer i una arquera). Tot i així la classificació i els components dels equips es decidiran en la mateixa ronda pel rànquing individual, tant masculí com femení. Tots els països que tinguin com a mínim, un arquer i una arquera en la ronda inicial tenen possibilitats de classificar-se. En aquesta ronda, totes les atletes dispararan 72 fletxes, amb un objectiu a 70 metres de distància, en 12 tandes de 6 fletxes cadascuna, amb un màxim de temps de 2 minuts. La màxima puntuació global serà de 720 punts.
L'arquer i l'arquera del mateix país amb la màxima puntuació en la ronda pel rànquing, formaran l'equip mixt, tenint en compte que només hi podrà haver un equip per país. Es sumaran els resultats de tots dos atletes per definir el rànquing dels equips mixt, on els 16 primers faran la ronda eliminatòria (el número 1 contra el 16 i així successivament). Els guanyadors de cada partit passara ronda i els perdedors quedaran eliminats. Els dos equips que guanyin les semifinals disputaran la final per decidir la medalla d'or i de plata i els perdedors s'enfrontaran per aconseguir la medalla de bronze.
Les partides en la ronda eliminatòria es disputaran a 4 sets. En cada set, els equips dispararan 4 fletxes cadascun (2 cada atleta) i qui obtingui major puntuació en cada set, obtindrà 2 punts, mentre que l'altre equip obtindrà 0 punts. En cas d'empat, tots dos equips obtindran 1 punt. El primer equip que arribi als 5 punts, guanyarà la partida. Si al final dels 4 sets hi hagués un empat, cada component de l'equip llançaria 1 fletxa, per decidir qui obté la victòria.

## Classificació
Qualsevol país que aconsegueixi classificar un arquer i una arquera en les proves masculina i femenina, podrà classificar-se per la prova. A part, hi haurà 2 places extra (1 per gènere) en els Jocs Continentals (d'Europa, Àsica, Panamèrica, Àfrica i Pacífic), sumant un total de 10 places extra, en la prova d'equips mixt.

## Medaller històric
| Posició | País          | Or | Argent | Bronze | Total |
| ------- | ------------- | -- | ------ | ------ | ----- |
| 1       | Corea del Sud | 1  | 0      | 0      | 1     |
| 2       | Països Baixos | 0  | 1      | 0      | 1     |
| 3       | Mèxic         | 0  | 0      | 1      | 1     |